# Sebastián Ramírez Mendoza
Sebastián Ramírez Mendoza (Ciudad de México, 26 de marzo de 1988) es un sociólogo y político mexicano, presidente de Morena Ciudad de México de 2022 a 2024. A partir de julio de 2025 es el titular del Fondo Nacional de Fomento al Turismo.

## Biografía
Es licenciado en Sociología por la Universidad Autónoma Metropolitana Xochimilco. Fue profesor y activista defensor de derechos humanos. Participó y encabezó diversas organizaciones sociales con trabajo en educación popular y políticas sobre población y desarrollo con presencia en México y América Latina. Ha sido conferencista y analista en diversos medios de comunicación.
A los 15 años de edad se integró al movimiento de lopezobradorista y participó en la fundación de Morena, además fue sub Delegado del Bienestar en la Ciudad de México.
Impulsó la creación de medios digitales alternativos, cuando fue director general de Capital 21 promovió la renovación del medio y la producción de contenidos originales. Fue el coordinador general de comunicación ciudadana del gobierno de Claudia Sheinbaum 
Fue delegado de la Ciudad de México durante la campaña presidencial y coordinador de campaña de Clara Brugada por la Jefatura de Gobierno. 
Candidato a diputado local del Distrito 30 en Coyoacán. Se desempeñó como coordinador de Morena en el Distrito 15 de la alcaldía Benito Juárez y fungió como asesor político de Morena en dicha demarcación.
Además, fue electo congresista nacional y estatal por el Distrito 24 en Coyoacán.
En septiembre de 2022, fue electo Presidente de Morena en la Ciudad de México; con 232 votos del Consejo Local. Entre sus acciones se cuentan la conformación de más de 15 mil comités de defensa y la credencialización de 1 millón de defensoras y defensores de la Transformación en la capital del país.
En octubre de 2024 fue nombrado por la presidenta Claudia Sheinbaum, en el marco de la presentación del proyecto Acapulco se Transforma Contigo, subsecretario de Turismo, cargo que desempeñó hasta julio de 2025 cuando fue designado responsable de FONATUR.